# Парца (Росія)
Парца́ (рос. Парца, ерз. Парца) — селище у складі Зубово-Полянського району Мордовії, Росія. Входить до складу Яваського міського поселення.
Населення — 3017 осіб (2010; 3127 у 2002).
Національний склад (станом на 2002 рік):
- росіяни — 70 %